# Quel giorno tu sarai
Quel giorno tu sarai (Evolution) è un film del 2021 diretto da Kornél Mundruczó.

## Trama
Tre generazioni di una famiglia di ebrei ungheresi, dalla Budapest del 1945 alla Berlino dei giorni nostri.

## Produzione
Il film è stato girato in 13 giorni dall'aprile al maggio del 2021 a partire da una pièce teatrale della sceneggiatrice Kata Wéber, che Mundruczó aveva messo in scena tre anni prima.